# Depósito de Aeronaves N.º 1 da RAAF
O Depósito de Aeronaves N.º 1 foi uma unidade de manutenção da Real Força Aérea Australiana (RAAF). Formada em Julho de 1921 na Base aérea de Point Cook, Vitória, foi transferida para a Base aérea de Laverton em Março de 1926. Além de prestar serviço a aeronaves e outros equipamentos, nos seus primeiros anos a unidade também prestou apoio a voos de pesquisa na Austrália e na região do Pacífico. Foi também responsável por instruir e treinar militares de manutenção.
A força de efectivos da unidade aumentou de 350, durante os anos trinta, para mais de 2000 durante a Segunda Guerra Mundial, conflito no qual a unidade montou, testou e reparou aeronaves da mais variada índole, como o avião de treino Tiger Moth, o caça Supermarine Spitfire e o bombardeiro pesado B-17 Flying Fortress, tendo ao mesmo tempo realizado acções de pesquisa e desenvolvimento de aeronaves.
Pouco depois do final da guerra, o Depósito de Aeronaves N.º 1 introduziu os primeiros aviões a jacto a serviço da RAAF. Em 1961, cessou as suas operações de manutenção de fuselagens, continuando apenas a prestar serviço aos motores aeronáuticos. Durante os anos 70, a principal missão do depósito consistia em operar o equipamento de terra, embora ainda tratasse de algumas componentes aéreas. Em Dezembro de 1994 a unidade foi dissolvida, e as suas funções na RAAF foram atribuídas a outras unidades e a empresas contratadas. Na altura da sua dissolução, era a mais antiga unidade da RAAF em operação contínua.

## História

### Anos pré-guerra
O Depósito de Aeronaves N.º 1 foi uma das primeiras unidades formadas pela Real Força Aérea Australiana depois de o ramo ser estabelecido (inicialmente como Força Aérea Australiana) no dia 31 de Março de 1921. Os componentes originais do Depósito de Aeronaves N.º 1 tornaram-se conhecidos como tal em Abril de 1921, embora a unidade não fosse formalmente criada até Julho. Antes desta criação a unidade estaria formada por dois elementos em Melbourne, um elemento em Spotswood a tratar do equipamento do Imperial Gift (128 aeronaves e peças suplentes, tudo doado pela Grã-Bretanha depois da Primeira Guerra Mundial) e outro elemento em North Fitzroy responsável pela reparação de veículos a motor. Quando o Depósito de Aeronaves N.º 1 foi formalmente criado na Base aérea de Point Cook, em Vitória, no dia 1 de Julho, a componente de Spotswood foi dissolvida, enquanto a de North Fitzroy continuaria a operar como um destacamento. O comandante inaugural desta unidade foi o Líder de esquadrão Bill Anderson, que na altura também comandava a base de Point Cook.
Em Janeiro de 1922, o depósito foi organizado num quartel-general que controlava garagens, reparação de aeronaves e secções de reparação de motores. Em Abril, a secção de reparação de veículos em North Fitzroy foi transferida. A atmosfera corrosiva de Point Cook (à beira mar) fez com que esta localização não fosse a mais indicada a longo prazo para a manutenção de aeronaves; a base também não dispunha de uma ligação a uma via ferroviária, à época uma estrutura necessária para o transporte de grandes partes/componentes aeronáuticas. Em Setembro de 1921, o governo comprou terrenos em Laverton, perto de uma estação ferroviária e a 8 quilómetros de Point Cook e consequentemente mais longe da linha costeira, para o propósito único de construir "uma casa dedicada" para o Depósito de Aeronaves N.º 1, transformando este espaço no "armazém da força aérea". O depósito, composto por um efectivo de oito oficiais e mais setenta e sete militares, foi transferido para a nova base no dia 1 de Março de 1926. Lá, ocupou um grande hangar que incluía o bloco de administração cuja construção, juntamente com os alojamentos e edifícios de apoio, custaram cerca de 300 000 libras australianas.
Além de receber, montar, testar e realizar manutenção ao equipamento da RAAF, o Depósito de Aeronaves N.º 1 também era responsável por prestar apoio a voos de pesquisa. Em Julho de 1927 foi o ponto de partida para o Voo de Pesquisa do Norte, uma formação composta por um avião de Havilland DH.50 e dois aviões Airco DH.9, cuja missão consistia em estabelecer rotas aéreas e locais de aterragem no norte e centro do continente australiano, sob o comando do Chefe do Estado-maior Richard Williams. No mês seguinte o Depósito de Aeronaves N.º 1 formou o Voo de Pesquisa Papuano, uma formação composta por dois aviões anfíbios Supermarine Seagull III sob o comando do Tenente de Voo Ellis Wackett, que fotografou as costas da Papua e da Nova Guiné até Aitape. Anderson, agora Comandante de asa, regressou ao comando do depósito entre Abril e Agosto de 1929, entregando o comando da unidade ao Comandante de asa Adrian Cole, uma posição que este serviu até Dezembro de 1932.

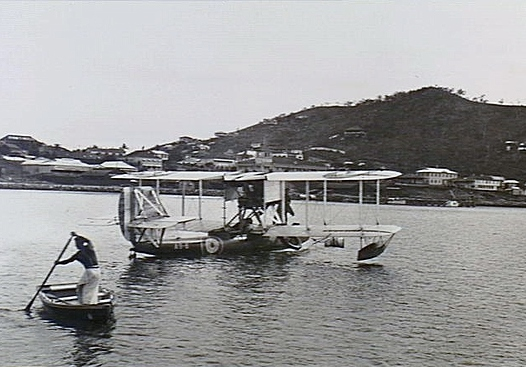
Um Supermarine Seagull A9-6, que fez parte do Voo de Pesquisa Papuano em 1927

A meio dos anos 30, o Depósito de Aeronaves N.º 1 era composto por cerca de 350 efectivos; nesta altura, a RAAF tinha um total de 2000 militares. O depósito prestava serviço a uma grande variedade de aeronaves, incluindo o Westland Wapiti, Bristol Bulldog, Hawker Demon, de Havilland Dragon Rapide, Avro Cadet, Avro Anson, e o North American NA-16. Ao NA-16 juntou-se mais tarde o North American NA-33, que foi construído sob licença pela Commonswealth Aircraft Corporation como o CAC Wirraway. Para ir de encontro com a decisão do governo em expandir rapidamente a RAAF, uma Secção de Treino de Recrutas, incorporando a nascente Escola de Armamento e Sinalização, foi formada sob o comando do depósito pelo Tenente de Voo Charles Eaton no dia 1 de Março de 1935; no dia 1 de Setembro de 1936 esta secção foi re-organizada como Esquadrão de Treino de Recrutas. Em 1935 o Depósito de Aeronaves N.º 1 também começou a realizar cursos de treino de maquinistas e especialistas em transporte de objectos pesados/volumosos, o que levou à formação da Escola de Treino Técnico cinco anos mais tarde.
Em Dezembro de 1935 as oficinas do depósito, sob o comando do Líder de esquadrão Arthur Murphy, modificaram especialmente um avião Wapiti e um de Havilland Gipsy Moth para operar em condições antárcticas, permitindo assim que uma equipa da força aérea, liderada pelo Tenente de voo Eric Douglas e pelo Oficial de voo Alister Murdoch, fosse capaz de resgatar o explorador Lincoln Ellsworth, que estava presumidamente desaparecido após uma viagem através do continente polar. No dia 3 de Março de 1937 o Esquadrão de Treino de Recrutas adquiriu uma nova sub-unidade, o Destacamento de Comunicações e Pesquisa, utilizando aviões Tugan Gannet e Dragon Rapide para realizar pesquisas fotográficas; mais tarde, no dia 2 de Março de 1940, o esquadrão foi re-formado como o Depósito de Recruta N.º 1. Equipada com infraestruturas de montagem e testes, a unidade de treino de recrutas fez de Laverton uma escolha óbvia para o estabelecimento de futuros esquadrões da RAAF. Os comandantes do Depósito de Aeronaves N.º 1 ao longo da década de 30 incluíram os Comandantes de asa Frank McNamara (Fevereiro de 1933 a Abril de 1936), Frank Lukis (Abril de 1936 a Janeiro de 1938) e Arthur Murphy (Janeiro de 1938 a Maio de 1940).

### Segunda Guerra Mundial

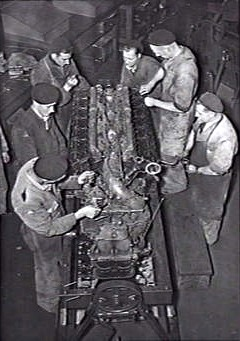
Trabalhadores do depósito a montar um motor Rolls-Royce Merlin, em Maio de 1944

Embora muitos esquadrões da RAAF fossem criados em Laverton durante a Segunda Guerra Mundial, o principal foco da base continuou a ser o depósito de aeronaves. Com o despoletar da guerra em Setembro de 1939 o Depósito de Aeronaves N.º 1 começou a expandir-se para ir de encontro com os crescentes números de aeronaves de treino e de combate, entre elas o Wirraway, de Havilland Tiger Moth, Lockheed Hudson, Hawker Hurricane e Curtiss P-40 Kittyhawk. O depósito montava e testava as novas aeronaves, e enviava-as por meio de transporte para as áreas operacionais como a Austrália do Norte ou a Nova Guiné. O depósito também era responsável pela manutenção das aeronaves em serviço, incluindo os seus motores, instrumentos e armamento. Além do equipamento aeronáutico da RAAF, o depósito também realizava reparações em aeronaves norte-americanas como o B-17 Flying Fortress.
Em Março de 1940 a RAAF começou a dividir o continente australiano e a Nova Guiné em zonas geográficas de comando de controlo; o Depósito de Aeronaves N.º 1 ficou sob o comando do Comando da Área do Sul, cujo quartel-general se situava em Melbourne, e era responsável por todas as unidades da RAAF localizadas em Vitória, na Austrália Meridional e na Tasmânia. A partir do Depósito de Aeronaves N.º 1 foram criadas duas unidades entre Abril e Maio de 1940, o Parque de Aeronaves N.º 1 e o Parque de Aeronaves N.º 2, que se dedicavam à montagem de aeronaves, e mais uma em Junho de 1942, a Unidade de Reabastecimento N.º 1, responsável por manter os níveis de armamento e munições das unidades do Comando da Área do Sul. Em Outubro de 1942, o controlo do Depósito de Aeronaves N.º 1 foi transferido para o Grupo de Manutenção N.º 4, também com quartel-general em Melbourne, que assumiu o controlo de todas as unidades de manutenção em Vitória, Australiana Meridional e Tasmânia.
Durante a guerra o Depósito de Aeronaves N.º 1 realizou trabalhos de desenvolvimento e pesquisa em várias aeronaves, incluindo o Supermarine Spitfire, o CAC Boomerang e o Wackett Woomera. De igual modo, também realizou estudos comparativos de performance em aviões Spitfire, Kittyhawk, Brewster Buffalo e Mitsubishi Zero. No caso do Boomerang, 105 modelos CA-12 foram entregues ao Depósito de Aeronaves N.º 1 para serem testados entre Julho de 1942 e Junho de 1943. Mal esta aeronave começou a chegar ao depósito, este começou a manusear o armamento em testes ao longo de seis meses, identificando e resolvendo vários problemas que as armas da aeronave tinham, como o facto de os canhões congelarem a grandes altitudes ou níveis anómalos de monóxido de carbono dentro do cockpit. Os ases da aviação Alan Rawlinson e Wilfred Arthur, juntamente com pilotos das Forças Aéreas do Exército dos Estados Unidos, conduziram testes comparativos entre o Boomerang, o Kittyhawk, o Buffalo e um Bell Airacobra. O depósito começou a despachar os Boomerang para as suas unidades operacionais em Março de 1943, e no mês seguinte começou a realizar testes de performance de uma versão do CA-14 com turbocompressor, embora este modelo nunca tenha entrado em produção. O Destacamento de Tarefas Especiais e Performance do Depósito de Aeronaves N.º 1 era responsável por conduzir testes de performance durante os primeiros anos da guerra; em Dezembro de 1943 o destacamento tornou-se numa organização separada, a Unidade de Performance de Aeronaves N.º 1, que mais tarde evoluiria para a Unidade de Pesquisa e Desenvolvimento de Aeronaves em 1947.
Um dos comandantes do depósito durante a guerra foi o Comandante de asa John Lerew, que ocupou a posição entre Dezembro de 1942 e Novembro de 1943. Durante o seu mandato, depois de se investigar a queda de um Vultee Vengeance, ele desenhou um grampo para evitar que o desengate acidental do arnês de segurança dos pilotos, uma medida mais tarde adoptada e aplicada em todos os arneses. Em Janeiro de 1945, o Depósito de Aeronaves N.º 1 possuía uma força de 2339 efectivos.

### Anos pós-guerra
Depois da guerra, o Depósito de Aeronaves N.º 1 foi responsável pela introdução dos primeiros aviões a jacto da RAAF. Um Gloster Meteor fez o seu primeiro voo na Austrália descolando de Laverton em 1946. Em Maio de 1947 o depósito já havia montado o primeiro de Havilland Vampire para a realização do seu primeiro voo no continente australiano. Em Outubro do mesmo ano, o primeiro helicóptero ao serviço da RAAF, um Sikorsky S-51, chegou ao depósito. Neste mês, o Depósito de Aeronaves N.º 1 também completou um trabalho que consistia em equipar um Douglas Dakota com um escritório, uma sala de estar e uma pequena cozinha para servir de transporte aéreo VIP para o governador-geral. Em 1950, o depósito recebeu um CAC CA-15 a pistão para ser construído, que havia sido enviado para ser "convertido em componentes". Em Julho de 1953 o Depósito de Aeronaves N.º 1 recebeu o primeiro English Electric Canberra construído na Austrália. Pouco tempo depois, o depósito começou a modificar os aviões Canberra do Destacamento de Longo Alcance N.º 1 antes do destacamento participar na corrida aérea Londres-Christchurch de 1953. Em Setembro do mesmo ano, o primeiro Sabre construído na Austrália foi recebido no depósito.

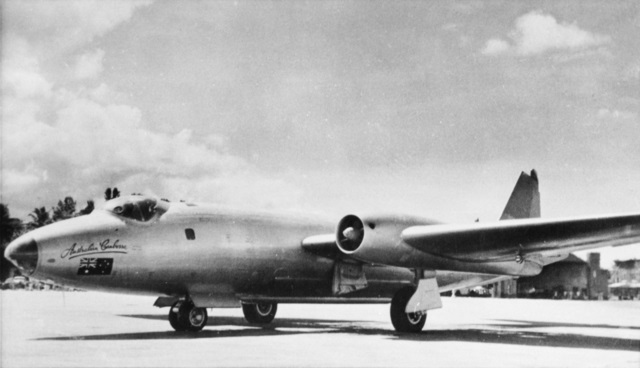
Um bombardeiro Canberra da RAAF durante a corrida aérea Londres-Christchurch de 1953; três aeronaves foram modificadas pelo depósito para participarem neste evento

Como parte da re-organização da RAAF de um sistema de comando e controlo baseado na geografia para um sistema baseado na função, o Grupo de Manutenção N.º 4 foi substituído pelo Comando de Manutenção no dia 1 de Outubro de 1953. Em Setembro de 1959, o Depósito de Aeronaves N.º 1 ficou subordinado ao Comando de Apoio, formado quando o Comando de Manutenção se fundiu com o Comando de Treino. Entre Junho de 1950 e Outubro de 1960, o Depósito de Aeronaves N.º 1 manteve um destacamento em Tocumwal, em Nova Gales do Sul, onde se armazenavam aeronaves obsoletas à espera de um destino.
Por volta de 1961, quando toda a manutenção de fuselagens em Laverton foi transferida para os depósitos n.º 2 e 3, o Depósito de Aeronaves N.º 1 havia prestado serviço em 42 modelos de aeronaves diferentes ao longo da sua existência. Depois desta re-estruturação, o depósito continuou a realizar manutenção em motores aeronáuticos e começou a prestar apoio em equipamento de telecomunicações. Em 1968, as oficinas de reparação de motores do depósito foram encerradas, e posteriormente parte do efectivo da unidade foi transferido para o Depósito de Aeronaves N.º 3, na Base aérea de Amberley, em Queensland, para a preparação da introdução do bombardeiro General Dynamics F-111C e para a dedicação à manutenção dos motores da nova aeronave. A partir deste momento, o papel do Depósito de Aeronaves N.º 1 mudou para o apoio em terra, manufatura, instalação, serviços e dar treino de navegação, controlo de tráfego aéreo, telecomunicações e equipamento de transporte motorizado usado pela força aérea e outras secções das forças armadas e do governo. Entre 1968 e 1977 o depósito foi organizado em duas componentes, o Esquadrão de Instalação de Telecomunicações e Manutenção e o Esquadrão de Equipamento de Terra e Manutenção. Estes foram sub-divididos em Fevereiro de 1977 no Esquadrão de Telecomunicações, Esquadrão de Radar, Esquadrão de Equipamento de Terra e Manutenção e Esquadrão de Manutenção de Nível Intermédio. No dia 6 de Novembro de 1981 o governador-geral, Sir Zelman Cowen, condecorou o Depósito de Aeronaves N.º 1 com as Cores da Rainha. Em Setembro do mesmo ano o depósito viu a sua força de efectivos a ser reduzida para 235 elementos, apesar de a unidade continuar a ser pioneira em prestar apoio a vários tipos de tecnologias da força aérea, em campos como a galvanização, fibra óptica ou electrónica. O depósito era ainda responsável pelo desenvolvimento e teste de componentes para o F-111, o Macchi MB-326 e o McDonnell Douglas F/A-18 Hornet. A partir de 1986, a re-estruturação da RAAF e a contratação de empresas privadas começou a provocar grandes impactos nos serviços técnicos da RAAF. Em Fevereiro de 1990, o Depósito de Aeronaves N.º 1 ficou sob o controlo do Comando de Logística, formado quando o Comando de Apoio foi dividido em duas componentes: a de logística e a de treino. Nesta altura, as funções do depósito já haviam, quase na sua totalidade, sido tomadas por outras unidades ou por empresas privadas, e assim, no dia 2 de Dezembro de 1994, a unidade foi dissolvida. À data, o Depósito de Aeronaves N.º 1 era a mais antiga unidade da RAAF em operação contínua e, de acordo com a história oficial da RAAF, o mais antigo depósito em contínua operação de qualquer força aérea.

## Comandantes
O Depósito de Aeronaves N.º 1 foi comandado pelos seguintes oficiais:
| Início de funções | Nome                               |  | Início de funções | Nome                            |
| ----------------- | ---------------------------------- |  | ----------------- | ------------------------------- |
| Julho de 1921     | Líder de esquadrão W.H. Anderson   |  | Março de 1956     | Comandante de asa R.W.T. Ayre   |
| Fevereiro de 1922 | Líder de esquadrão A. Murray-Jones |  | Março de 1957     | Capitão de grupo J.P. Godsell   |
| Julho de 1922     | Tenente de voo W.A. Coates         |  | Janeiro de 1959   | Comandante de asa R.W.T. Ayre   |
| Fevereiro de 1923 | Líder de esquadrão T. R. Marsden   |  | Junho de 1959     | Capitão de grupo A.G. Pither    |
| Maio de 1924      | Tenente de voo E.J. Howells        |  | Setembro de 1959  | Comandante de asa R.W.T. Ayre   |
| Dezembro de 1925  | Tenente de voo R. Christie         |  | Janeiro de 1960   | Comandante de asa A.G. Pither   |
| Março de 1926     | Comandante de asa P.A. McBain      |  | Junho de 1961     | Comandante de asa F.M. Timms    |
| Janeiro de 1929   | Líder de esquadrão J.R. Bell       |  | Setembro de 1962  | Comandante de asa J.R. Lavers   |
| Abril de 1929     | Comandante de asa W.H. Anderson    |  | Fevereiro de 1966 | Comandante de asa D.M. Furler   |
| Agosto de 1929    | Comandante de asa A.T. Cole        |  | Janeiro de 1968   | Comandante de asa R.K. Starkie  |
| Dezembro de 1932  | Líder de esquadrão R. Christie     |  | Junho de 1968     | Comandante de asa H.J. Gent     |
| Janeiro de 1933   | Líder de esquadrão A.W. Murphy     |  | Setembro de 1968  | Líder de esquadrão R.R. Prowse  |
| Fevereiro de 1933 | Comandante de asa F.W. McNamara    |  | Maio de 1969      | Comandante de asa D.C. Mazlin   |
| Abril de 1936     | Comandante de asa F.W.F. Lukis     |  | Novembro de 1971  | Comandante de asa J.C. Swales   |
| Janeiro de 1938   | Comandante de asa A.W. Murphy      |  | Janeiro de 1974   | Comandante de asa G. Grantham   |
| Maio de 1940      | Comandante de asa C.E. Douglas     |  | Junho de 1974     | Comandante de asa J.O.F. Philip |
| Julho de 1942     | Comandante de asa J.C. Stevenson   |  | Janeiro de 1977   | Comandante de asa C.R.A. Ely    |
| Dezembro de 1942  | Comandante de asa J.M Lerew        |  | Fevereiro de 1979 | Líder de esquadrão P.J. Winyard |
| Novembro de 1943  | Comandante de asa S.DeB. Griffiths |  | Março de 1979     | Comandante de asa D.K. Leslie   |
| Outubro de 1945   | Capitão de grupo C.McK. Henry      |  | Janeiro de 1982   | Comandante de asa L.J. Crowley  |
| Novembro de 1949  | Comandante de asa K.P. Connolly    |  | Janeiro de 1984   | Comandante de asa T.J. Kelly    |
| Julho de 1951     | Comandante de asa E.F. Easterbrook |  | Junho de 1985     | Comandante de asa R.I. Gretton  |
| Maio de 1953      | Capitão de grupo E.V. Millett      |  | Dezembro de 1987  | Comandante de asa P.J. McDonald |
| Outubro de 1954   | Comandante de asa A.T. Fay         |  | Janeiro de 1990   | Comandante de asa T.C. Smith    |
| Junho de 1955     | Capitão de grupo J.W.C. Black      |  | Janeiro de 1993   | Comandante de asa M.W. Shaw     |